# Sucesos de Cullera

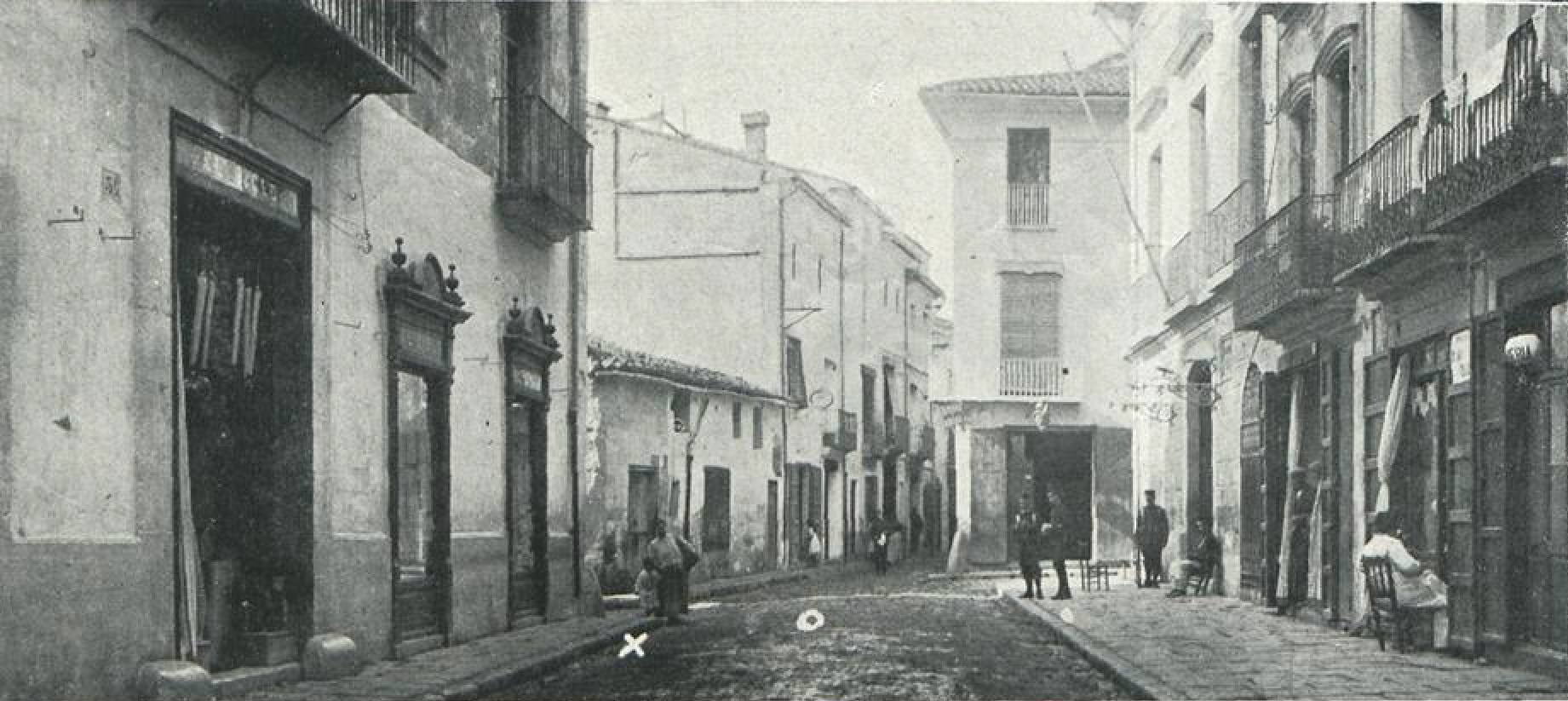
«(x) Lugar hasta donde las turbas arrastraron al juez.—(o) Sitio donde mataron al secretario Fernando Tomás Pastor. (·) Acera y fachada del ayuntamiento».

Los sucesos de Cullera tuvieron lugar el 19 de septiembre de 1911 en la localidad valenciana de Cullera (España). El juez de Sueca, que había acudido a Cullera para sofocar la revuelta obrera que estaba teniendo lugar, y dos de sus ayudantes, murieron víctimas de la multitud que se había hecho con el control de la población. Fueron juzgadas y condenadas a muerte por estos hechos siete personas. Pero la campaña nacional e internacional que se desplegó en su favor, al haber denunciado los condenados que sus confesiones habían sido obtenidas mediante torturas, obligó al gobierno de José Canalejas a conmutar las penas de muerte, excepto al supuesto líder de la revuelta, el Chato de Cuqueta, cuya pena de muerte fue conmutada más tarde por el propio rey Alfonso XIII. 
Como han destacado los historiadores Pedro Oliver Olmo y Luis Gargallo Vaamonde, los sucesos de Cullera llevaron al primer plano de la vida política española la cuestión de la tortura y además pusieron de manifiesto que se había producido un cambio significativo en la sociedad española que ahora rechazaba la crueldad en el castigo a los que infringían la ley.

## Hechos
A mediados de septiembre de 1911 la CNT, organización obrera recién creada, y la UGT convocaron una huelga general en toda España ―a las reivindicaciones laborales se sumaba la oposición al envío de reservistas a la guerra de Marruecos―.  Las sociedades obreras de la comarca valenciana de la Ribera Baja decidieron secundarla, adquiriendo allí enseguida, como en otros lugares de la región valenciana (Gandía, Játiva, Alcira o Carcagente), un carácter insurreccional. El día 18 de septiembre Cullera ―junto con Sueca la principal localidad de la comarca― quedó en manos de los obreros amotinados ―cortaron las vías de acceso y los piquetes y los comités de acción ocuparon los puntos clave de la villa―. Al día siguiente el juez de Sueca Jacobo López Rueda acudió a Cullera para sofocar la revuelta y restablecer el orden. Al parecer el juez disparó varias veces contra la multitud amotinada, que respondió agrediendo brutalmente al juez, resultando muertos el juez y dos de los tres oficiales de su juzgado que lo habían acompañado (el alguacil Antonio Dolz García y el secretario del juzgado de Sueca, Fernando Tomás, que falleció más tarde como resultado de las heridas que había sufrido).

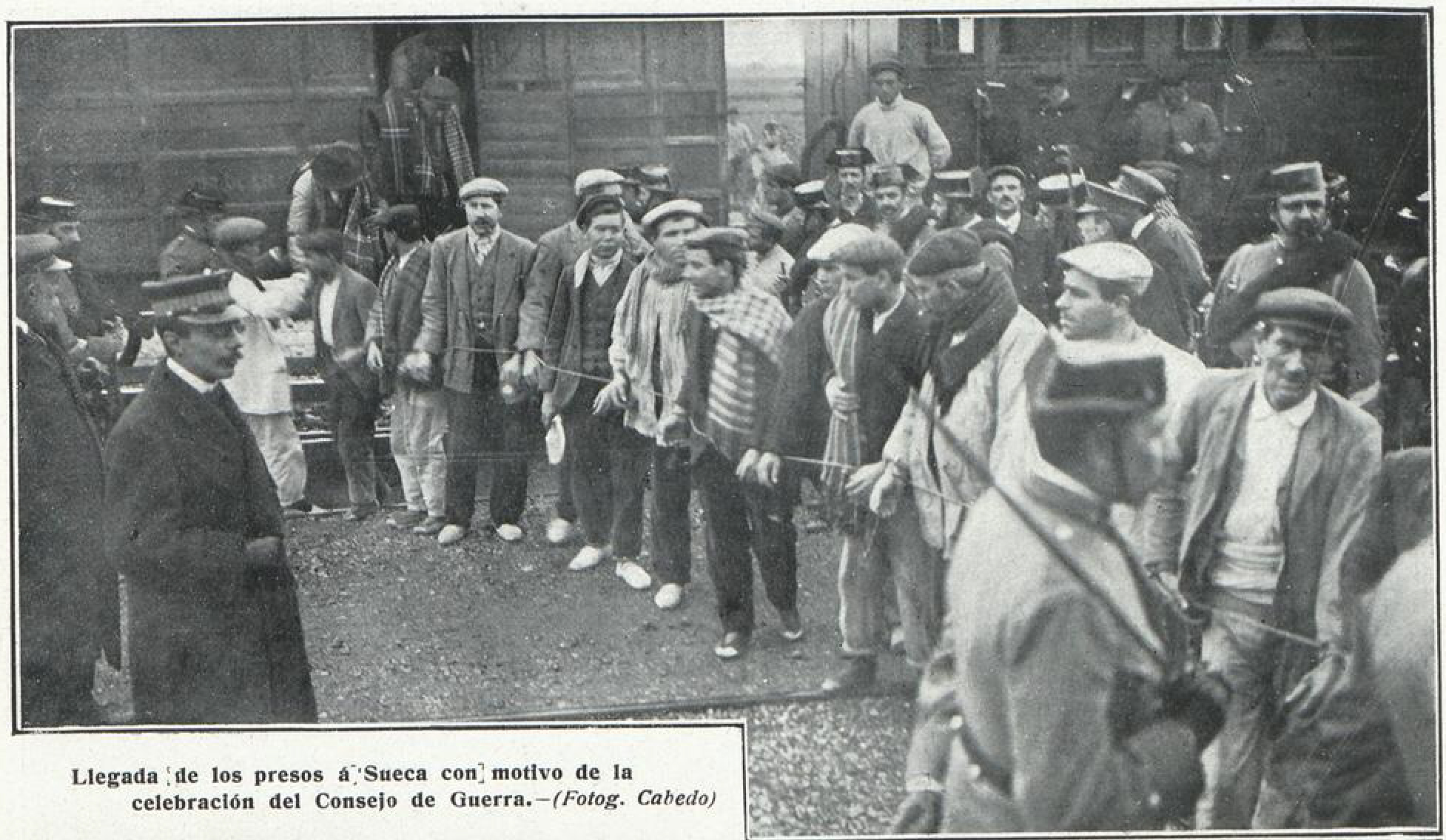
Llegada de los presos a Sueca con motivo de la celebración del Consejo de Guerra

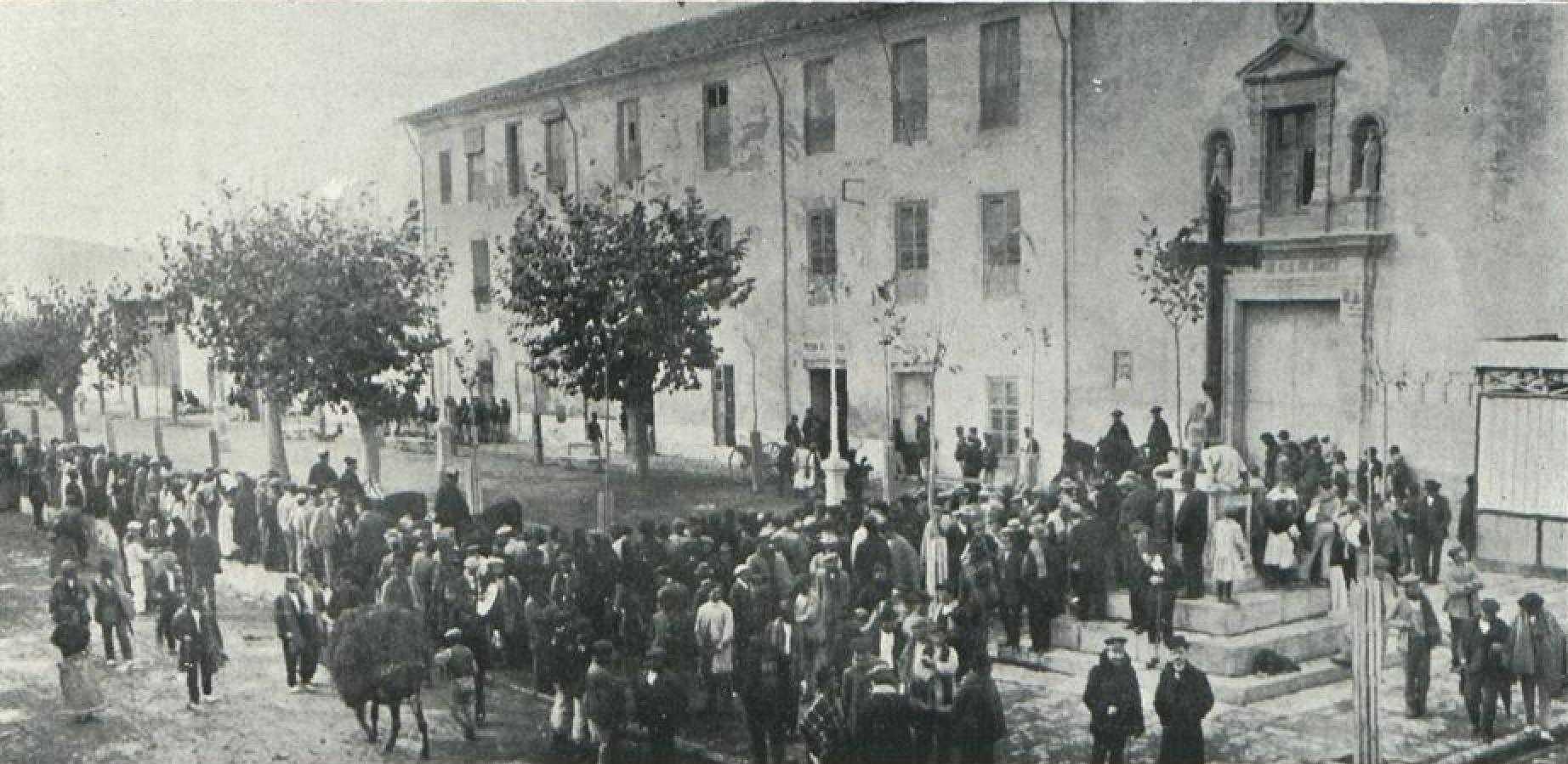
Aspecto que ofrecía la plaza del Juzgado de Sueca durante el Consejo de Guerra

Al tener conocimiento de los hechos el gobierno de José Canalejas declaró el estado de guerra y ordenó al Ejército que restableciera el orden y persiguiera y juzgara a los culpables. Hubo muchos detenidos y finalmente veintidós de ellos fueron procesados en consejos de guerra y condenados a durísimas penas de prisión, siete de ellos a la pena capital. El capitán general de Valencia firmó tres de las condenas a muerte, pero las protestas que se extendieron por toda España, encabezadas por los anarquistas y los republicanos y sus periódicos ―especialmente los valencianos―, y en el extranjero, obligaron al gobierno a conmutar la pena capital a dos de ellos el 12 de enero de 1912. El tercero, el supuesto líder de la revuelta, Juan Jover el Chato de Cuqueta, vería conmutada su pena de muerte por el propio rey Alfonso XIII, provocando que el presidente del gobierno Canalejas presentara la dimisión, que no le fue aceptada por el monarca.

## Torturas

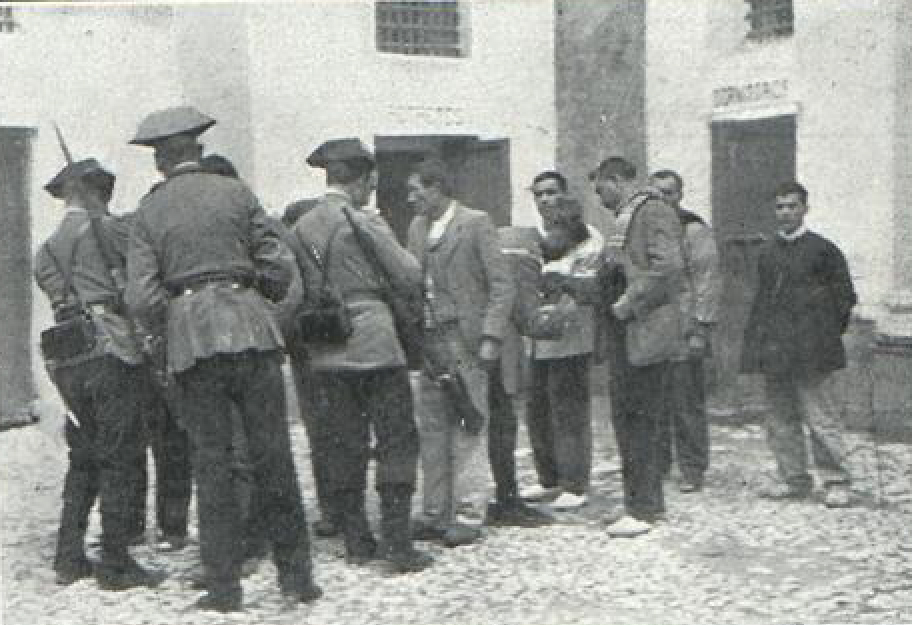
Los procesados al colocarles las esposas en la cárcel de Sueca

Ante las denuncias de los detenidos de que habían sido objeto de malos tratos y de torturas para «arrancarles declaraciones», los republicanos valencianos consiguieron que se creara una comisión que entrevistó a los presos y recabó pruebas. Sus conclusiones fueron publicitadas por la prensa republicana lo que obligó al gobierno a enviar a Valencia a un alto funcionario de prisiones y a que la guardia civil investigara también. Pero el presidente del Gobierno José Canalejas ordenó al mismo tiempo que se procediera «contra los calumniadores del honor nacional» al considerar que las denuncias eran falsas con la intención de «promover dentro y fuera de España un efecto político de mala ley». La prensa conservadora secundó esta posición y denunció también la «campaña de los radicales» «difamatoria» contra España.
La campaña de denuncia de las torturas, que incluía la petición de la conmutación de las penas de muerte, se extendió por toda España, especialmente entre los sectores progresistas. Decenas de miles de personas firmaron manifiestos que se publicaron en los periódicos y entre ellas destacadas figuras de la política, de la cultura, del periodismo y del sindicalismo, incluido algún miembro del clero. Entre quienes denunciaron las torturas y pidieron la liberación de los presos se encontraban Galdós, Ramón y Cajal y los pintores José Benlliure y Joaquín Sorolla, junto a otras personalidades de la época. 

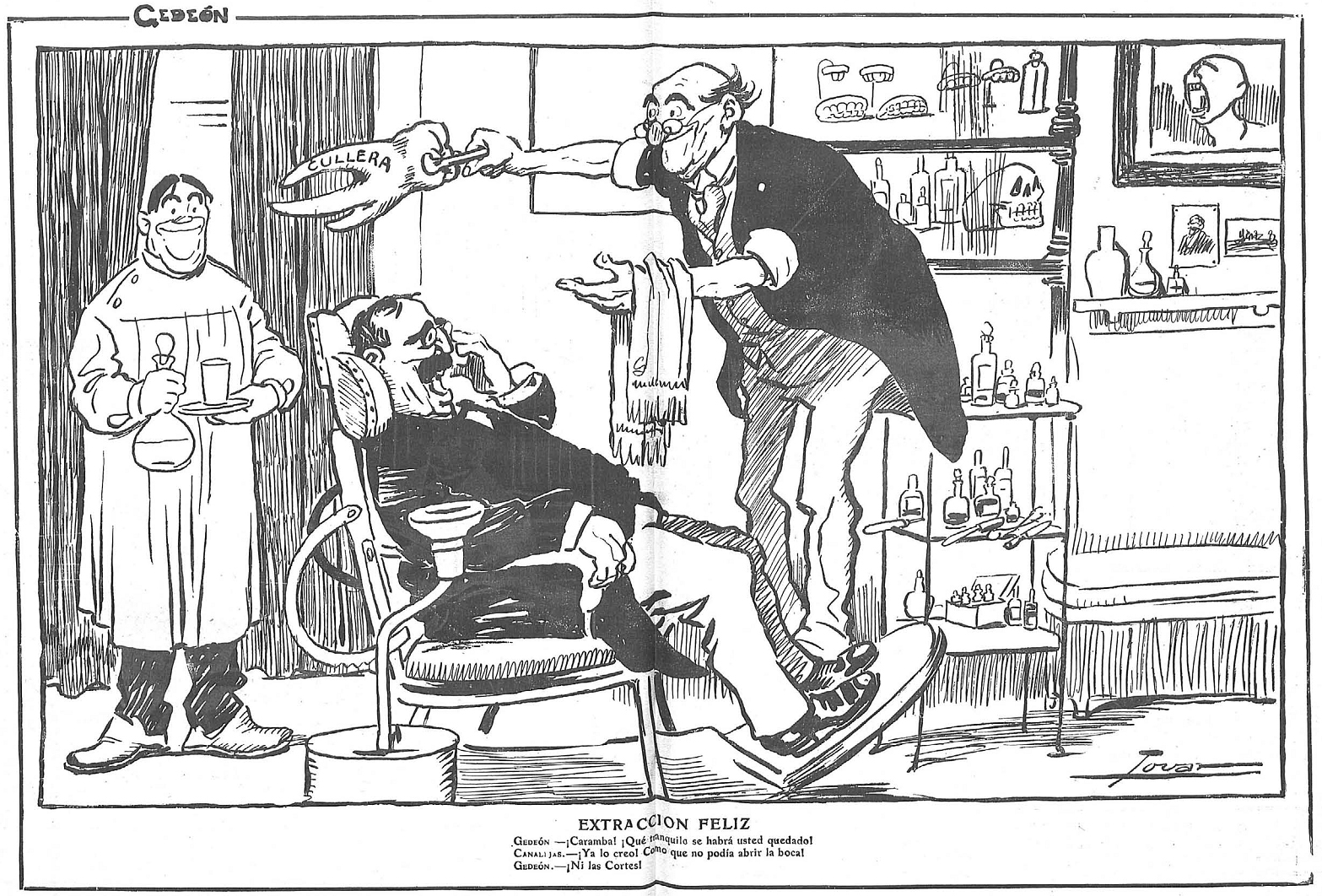
Caricatura donde aparece José Canalejas en la que se hace referencia a los sucesos de Cullera (Gedeón, 21 de enero de 1912).

La prensa europea pronto se hizo eco de las denuncias de torturas lo que obligó al gobierno a tomar la iniciativa creando una comisión médica (formada por tres médicos civiles y tres médicos militares) para poner punto final al asunto. La comisión concluyó que tras examinar a los presos no habían visto «vestigios de tormento», solo algunas cicatrices antiguas, «muchas de ellas de forúnculos y golondrinos» o de «vacunas». La prensa conservadora, como el diario ABC, jaleó el informe ya que este desmontaba la campaña de «falsedades» sobre las «supuestas torturas» a los de Cullera. El gobierno por su parte ―para hacer frente a «las campañas de calumnias que [las denuncias de torturas] proyectaban contra las clases más respetables de la nación»― publicó el informe en forma de libro (Expediente gubernativo para comprobar la denuncia de supuestos malos tratos y torturas a los presos por los últimos sucesos de Cullera en las prisiones de Valencia y Sueca) que fue traducido a varios idiomas. Sin embargo, para parte de la prensa europea las conclusiones de la comisión carecían de credibilidad. El diario socialista francés L'Humanité publicó: «El hecho de que se haya impedido a 28 médicos que reconociesen a los presos, y que ni los acusadores ni la Prensa hayan podido intervenir en los trabajos de la comisión (oficial) bastan para hacer inaceptable el informe».

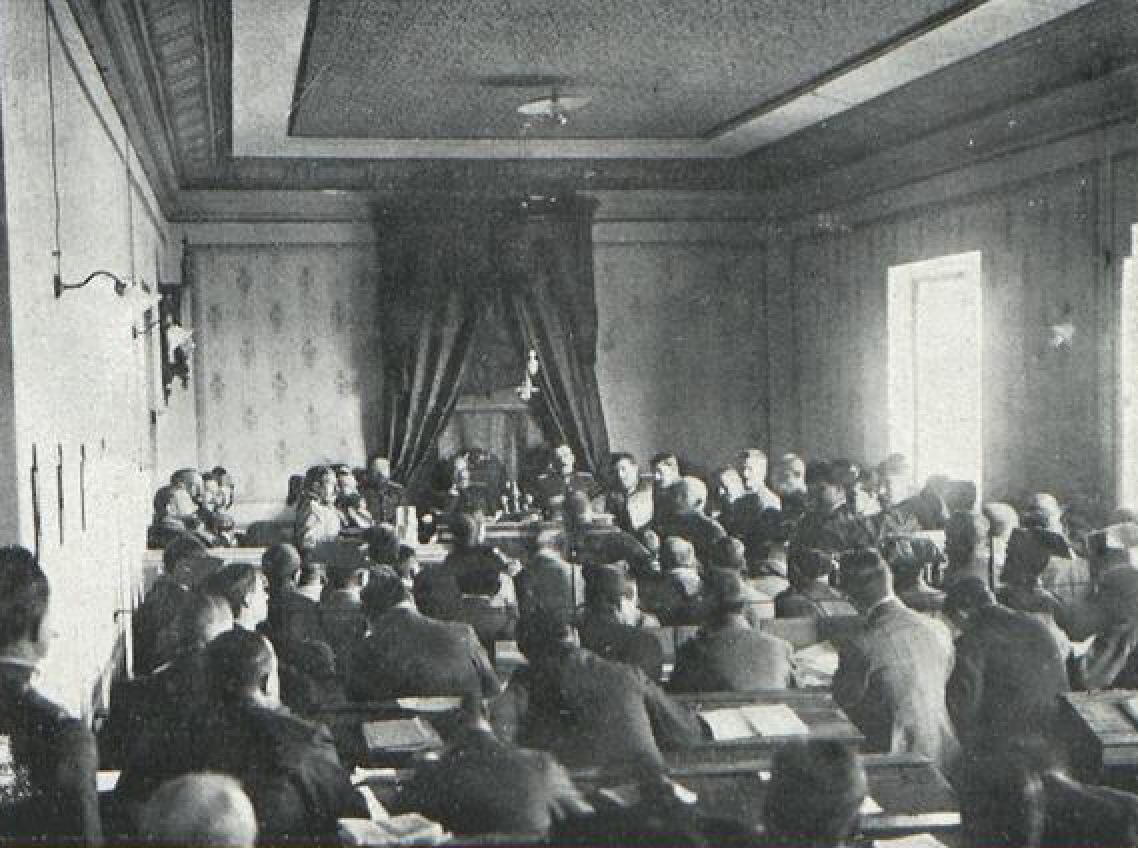
Aspecto de la sala del Juzgado de Sueca durante la celebración del Consejo de Guerra

La respuesta de la prensa conservadora española la encabezó el director del diario ABC Torcuato Luca de Tena y Álvarez Ossorio que propuso una actuación coordinada para hacer frente a «la campaña de infamias, injurias y calumnias» de los periódicos europeos. Luca de Tena decía que el ataque contra «la honra de España» justificaba la protesta «contra la acusación de que pertenecemos a un país de tiranos y asesinos, cuando en pocas naciones de Europa llega al límite que en la nuestra la libertad y la tolerancia». Así, se decidió difundir en el extranjero extensas notas de prensa en varios idiomas.